# Wereldkampioenschap Jeu de paume
Het Wereldkampioenschap Jeu de paume werd voor het eerst gehouden in 1740, daarmee werd Jeu de paume de eerste sport met een wereldkampioenschap. De eerste editie werd gewonnen door Clergé sr. die daarmee de eerste wereldkampioen ooit werd.
De regerend werelkampioen plaatst zich automatisch (behalve als hij zich terugtrekt) voor de finale. De vier hoogst geklasseerde spelers in de wereld spelen om het recht de kampioen uit te dagen.

## Lijst van wereldkampioenen Jeu de paume herenenkelspel
- 1740 Clergé sr.
- 1765 Raymond Mason
- 1785 Joseph Barcellon
- 1816 Marchisio
- 1819 Philip Cox
- 1829 Edmund Barre
- 1862, 1871 Edmund Thompkins
- 1871 George Lambert
- 1885, 1890 Tom Pettitt
- 1890 Charles Saunders
- 1895, 1898, 1904 Peter Latham
- 1905, 1906 Cecil Fairs
- 1907 Peter Latham
- 1908, 1910 Cecil Fairs
- 1912 Fred Covey
- 1914 Jay Gould II
- 1916, 1922, 1923, 1927 Fred Covey
- 1928, 1930, 1937, 1948, 1948, 1949, 1950, 1952 Pierre Etchebaster
- 1955 Jim Dear
- 1957 Albert "Jack" Johnson
- 1959, 1966, 1968 Northrup R. Knox
- 1969, 1970 G.H. "Pete" Bostwick, Jr.
- 1972, 1974 Jimmy Bostwick
- 1976, 1977, 1979 Howard Angus
- 1981, 1983, 1985 Chris Ronaldson
- 1987, 1988, 1991, 1993 Wayne Davies
- 1994, 1995, 1996, 1998, 2000, 2002, 2004, 2006, 2008, 2010, 2012, 2014 Robert Fahey
- 2016 Camden Riviere
- 2018 Robert Fahey